# Åke Witzell
Åke Witzell (Wetzell) var en svensk mässingsslagare verksam under senare hälften av 1600-talet.
Witzell var bosatt i Stockholm och på anmodan av Per Brahe reste han 1669 till Visingsö för att utföra 34 stycken försilvrade mässingstavlor med profet- och apostlafigurer i förgylld koppar till Brahekyrkan på Visingsö. Witzell förekommer i Per Brahes räkenskaper 1663–1678. Man vet att han 1669 fick betalt för att utföra två stycken konterfej i driven mässing av Per Brahe varav ett exemplar finns bevarat på Rydboholms slott. Witzell är troligen identisk med den Åke Witzell som 1689 gifte bort sin dotter Ulrika med kommendörkaptenen Carl Raab.